# 卡斯柏和麗莎
卡斯柏和麗莎（Gaspard et Lisa）是由Anne Gutman與Georg Hallensleben一同創作的繪本，於1999年法國初版印刷。故事是以麗莎（Lisa）以及卡斯柏（Gaspard）為主角，並以法國巴黎為主題，描繪出他們不論在家庭或是學校中遇到的生活趣事。並於2011年開始播出電視動畫。

## 作品簡介
1999年，由法國夫妻檔作家，安．居特曼（Anne Gutman）與繪者喬治．哈朗斯勒本（Georg Hallensleben）攜手打造的繪本作品。兩個討人喜愛的小淘氣─麗莎和卡斯柏，長得像兔子也像小狗，但真實身份可是巴黎居民喔！ 
可愛模樣結合色彩鮮明的油畫筆觸、趣味橫生的日常生活，和令人嚮往的旅行探險故事，很快就在歐美、亞洲各地造成迴響，廣受輕熟女和親子喜愛。 

## 外部連結
- 麗莎和卡斯柏官網 (台灣)（页面存档备份，存于） （繁體中文）
- 麗莎和卡斯柏官方FB (台灣) （繁體中文）
- 麗莎和卡斯柏官網 (日本)（页面存档备份，存于） （日語）
- 麗莎和卡斯柏Twitter (日本)（页面存档备份，存于） （日語）
- 日本富士急-麗莎和卡斯柏小鎮（页面存档备份，存于） （繁體中文）